# Avsien
Avsien (ou Baoussien, Taoussien, Govsien, Ovsien, Ovseï, Oussen) jour dans le calendrier national russe Volga et les régions centrales de la partie européenne de la Russie, la Saint-Sylvestre - 31 décembre (13 janvier), et parfois - le nom du rite respectif.
Le nom d'Avsien est lié à la nourriture rituelle : blinis, galettes, kacha, pirogui, pieds de porc, saucisson, etc.) censée apporter bonheur et abondance.